# X Wrestling Federation
X Wrestling Federation (XWF) foi uma pequena promoção independente de wrestling profissional estadunidense, que durou entre fim de 2001 e início de 2002. O lema da XWF foi "No more prima donnas, no more politics, in your face!". Tinha sede em Spring Hill, Flórida.
A XWF foi fundada para "reunir" os wrestlers da World Championship Wrestling e Extreme Championship Wrestling, companhias que faliram em 2001. A XWF não passou de uma tentativa frustrada de uma empresa de wrestling. Durou poucos meses e faliu.
Dentre os wrestlers que passaram, há de destacar Jimmy Hart (fundador e dirigente), A.J. Styles, Hulk Hogan, Curt Hennig, Eddie Colón, Christopher Daniels e os comentaristas Jerry Lawler e Roddy Piper.

## Títulos
- XWF Heavyweight Championship
- XWF Cruiserweight Championship
- XWF Tag Team Championship
- XWF Women's Championship